# Ciclismo en Cantabria
El ciclismo es uno de los deportes más practicados en Cantabria. A lo largo de los años multitud de competiciones se han desarrollado en la comunidad, a la vez que numerosos ciclistas y equipos cántabros han logrado un importante palmarés nacional e internacional.

## Historia
La primera agrupación dedicada a este deporte en Cantabria se creó a finales del siglo XIX, denominándose Sociedad Ciclista (1887); posteriormente, a principios del siglo XX se creó la Unión Ciclista Santanderina. Estas asociaciones nacen en una época en la que la ciudad de Santander está en pleno auge, al haberse convertido en la corte veraniega del rey Alfonso XIII.
Durante esta belle epoque santanderina el deporte también se beneficia, creándose nuevas instalaciones como los Campos de Sport de El Sardinero (1913), el Campo de Polo (1915) o el Hipódromo de Bellavista (1917) y sociedades como la referida Unión Ciclista, la Real Sociedad de Tenis de La Magdalena (1906), el Santander Foot-ball Club (escindido de la Unión Ciclista en 1907), el Club Automovilista Montañés (1910) o la Sociedad Hípica Montañesa (1914).
Pronto se organizarían las primeras pruebas ciclistas, como el Circuito de El Sardinero (1906) o la Vuelta a Santander (organizada por primera vez por el club Sport Ciclista Montañés el mismo año de su fundación, en 1914). Con el paso del tiempo se darían a conocer grandes corredores, organizándose otras pruebas ciclistas y creándose diferentes equipos (en 1917 ya competían la Unión Ciclista Santanderina, el Sport Ciclista Montañés, Club Deportivo Cantabria, Unión Ciclista Montañesa de El Astillero, y la Unión Velocipédica Montañesa de Castro Urdiales) y la Federación Cántabra de Ciclismo.

## Ciclistas

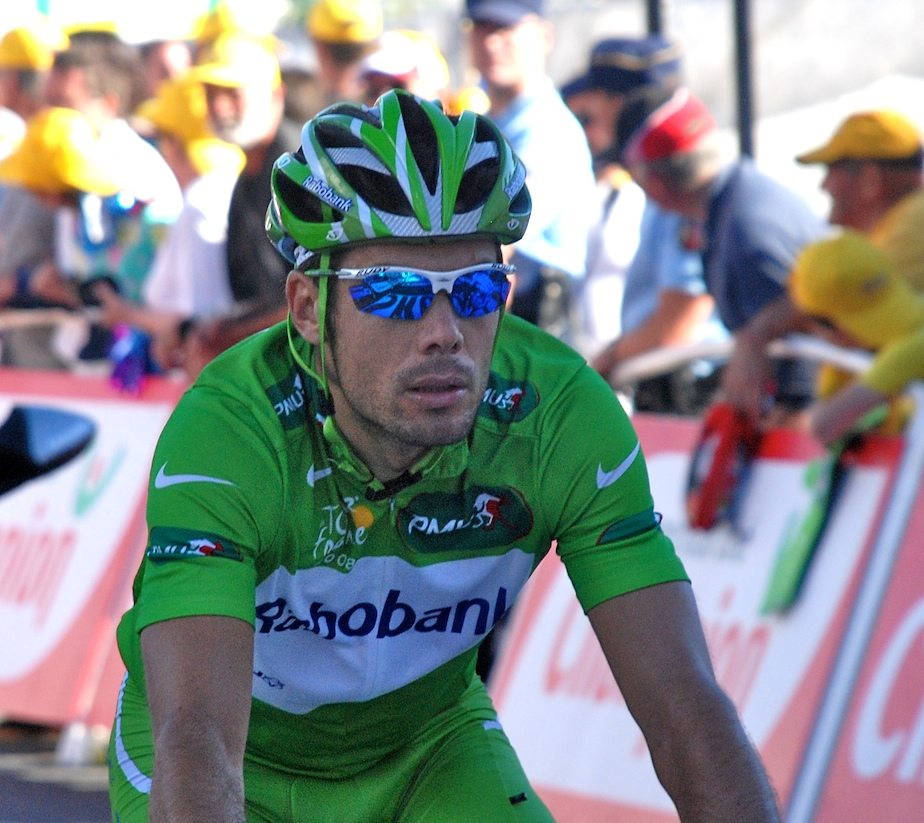
Óscar Freire con el maillot verde del Tour de Francia

A lo largo de la historia han sido numerosos los ciclistas cántabros que han logrado victorias importantes a nivel nacional e internacional. En este apartado sólo se reseñan algunos.
- Gonzalo Aja: vencedor en la Vuelta a Cantabria (1971) y Vuelta a Levante (1976); 5º en el Tour de Francia (1974).
- Juanjo Cobo: ganador de la Vuelta a España (2011).
- Alberto Fernández: vencedor en la Vuelta a Asturias (1979), Vuelta al País Vasco (1980), Vuelta a los Valles Mineros (1980 y 1981), Vuelta a Valencia (1981) y Volta a Cataluña (1982); 2º en la Vuelta a España (1984) y 3º en el Giro de Italia (1983).
- Óscar Freire: campeón mundial en ruta (1999, 2001 y 2004); vencedor en la Milán-San Remo (2004, 2007 y 2010), Tirreno-Adriático (2005), Flecha Brabanzona (2005, 2006 y 2007), Vuelta a Andalucía (2007) y París-Tours (2010).
- José Antonio González Linares: campeón de España en ruta (1970); vencedor en la Vuelta a Navarra (1967) y Vuelta al País Vasco (1972, 1975, 1977 y 1978).
- Alfonso Gutiérrez: campeón de España en ruta (1986); vencedor en la Vuelta a Castilla y León (1986 y 1987), Vuelta a La Rioja (1990) y Vuelta a Aragón (1993).
- José Iván Gutiérrez: campeón de España contrarreloj (2000, 2004, 2005 y 2007), campeón de España en ruta (2001 y 2010); vencedor en el Tour del Mediterráneo (2007) y Tour del Benelux (2007 y 2008).
- José Pérez-Francés: campeón de España en ruta (1963); 2º en la Vuelta a España (1962 y 1968) y 3º en el Tour de Francia (1963).
- Julio San Emeterio: vencedor en el Circuito Montañés (1954).
- Fermín Trueba: campeón de España en ruta (1938); vencedor en la Vuelta a Cantabria (1940) y Subida al Naranco (1942, 1945 y 1946); 2º en la Vuelta a España (1941).
- Vicente Trueba: vencedor del Premio de la Montaña del Tour de Francia (1933). José Manuel Santisteban Lapiere.3 Etapas de la Vuelta a España(70,73,74)

## Equipos

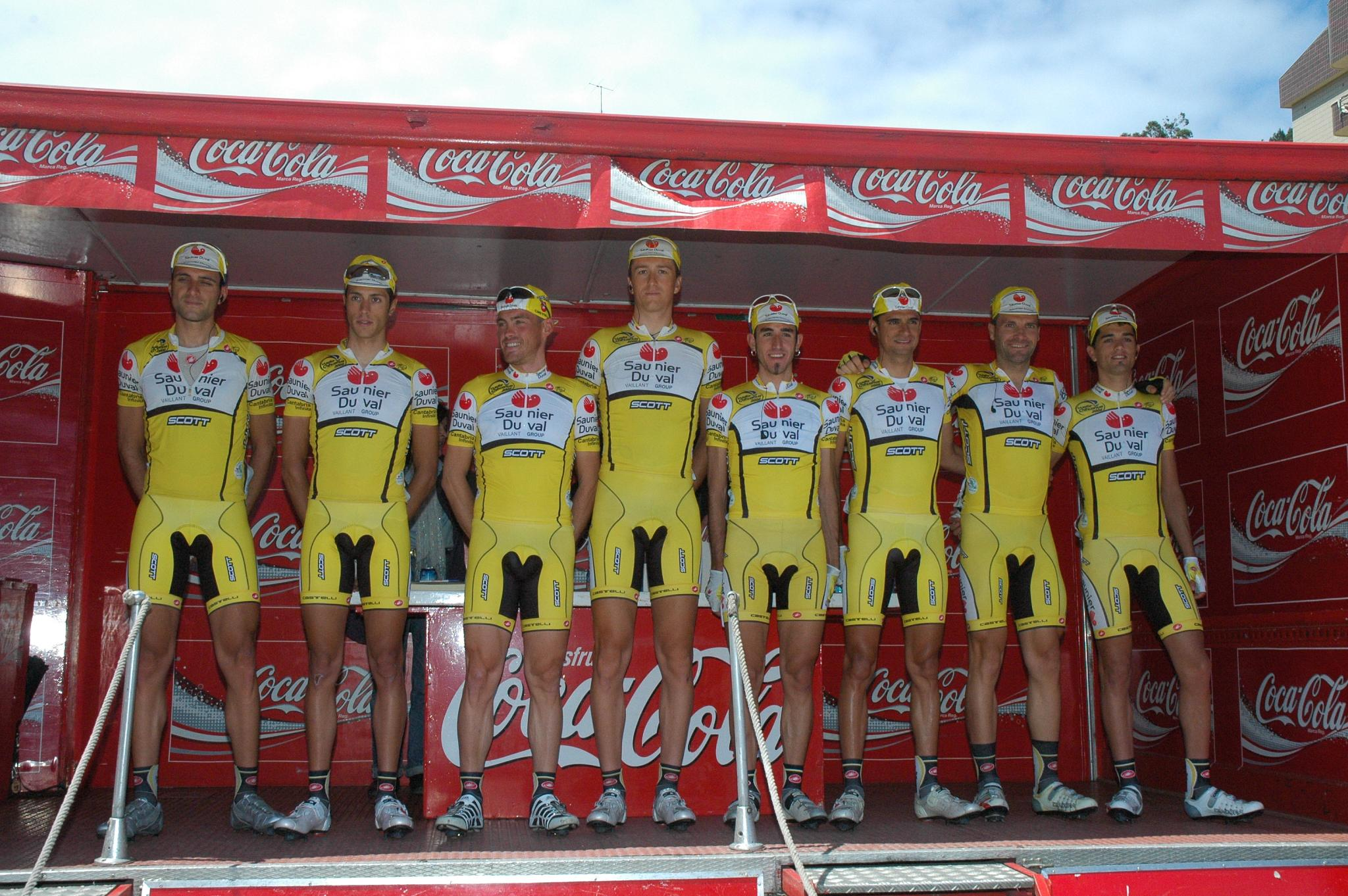
El Saunier Duval (actualmente Geox-TMC) en la Bicicleta Vasca 2008

Varios son los equipos que ha habido en Cantabria, algunos llegando a lograr triunfos internacionales y nacionales, bien a nivel de equipo o individual.
- Cueva El Soplao: equipo de categoría élite/sub-23.
- Geox-TMC: desde su comienzo en 2004 como Saunier Duval hasta su desaparición en 2011, sus ciclistas lograron la Vuelta a España (con Juanjo Cobo en 2011), Vuelta al País Vasco (con José Ángel Gómez Marchante en 2006 y Juanjo Cobo en 2007), la Volta a Cataluña (con David Cañada en 2006) y la Vuelta a Asturias (con Koldo Gil en 2007), además de otras victorias parciales nacionales e internacionales.
- Gomur-Cantabria Deporte: equipo de categoría élite/sub-23 con base en Camargo fundado en 1996.
- Horno San José: equipo de aficionados de los años 60.
- ONCE: posteriormente llamado Liberty Seguros, el equipo mantuvo un estrecho vínculo con Cantabria y fue dirigido por el torrelaveguense Manolo Saiz.
- GD Teka (1976-1990): ganador de la Vuelta a España por equipos (1977 y 1984) e individual (con Marino Lejarreta en 1982), además de otras victorias nacionales e internacionales.
- Trasmiera-Footon-Fuji: equipo de categoría élite/sub-23, fue conocido como Noja-Canalsa hasta 2008; en 2009 pasó a ser equipo satélite del Fuji-Servetto.

## Pruebas ciclistas
Al menos desde 1906 se han venido organizando diferentes pruebas ciclistas en Cantabria, que además ha sido lugar de paso habitual en la Vuelta a España y sede de varios campeonatos de España.
- Circuito de Castro Urdiales:[3] carrera de los años 40 en la localidad castreña.
- Circuito de El Astillero: prueba de los años 40 y 50 con El Astillero como eje central.
- Circuito de El Sardinero:[4]  comenzó en 1906, disputándose de manera intermitente hasta 1956.[5]
- Circuito Montañés: comenzó en 1954 como Gran Premio Ciclista Montañés, disputándose hasta 1963. Tras un largo parón, fue recuperado en 1986 y se corrió por última vez en 2010.
- Circuito de Torrelavega: organizado en los años 40 y 50 en la capital del Besaya.
- Clásica de Santoña:[6] prueba organizada entre 1974 y 1988, conocida en sus inicios como Criterium de Santoña.
- Gran Premio Ciudad de Santander: se disputó a finales de los 60 y principios de los 70.
- Gran Premio Sniace:[7] organizado en Torrelavega entre 1951 y 1957.
- Subida a Alisas: prueba de los años 40.
- Subida a La Atalaya: tradicional competición entre los años 40 y 60 en Santander; en los últimos años se la homenajeó poniéndola como etapa del Circuito Montañés.
- Vuelta al Asón: competición disputada en los alrededores de Ramales desde 1930.[8]
- Vuelta a Cantabria: la primera edición data de 1925, y continúa en la actualidad.
- Vuelta a Santander: una de las pruebas más antiguas de Cantabria, organizada por el club Sport Ciclista Montañés y disputada entre 1914 y 1930.
- Vuelta a Santoña: disputada en los años 40 en la localidad santoñesa.